# Edyta Ropek

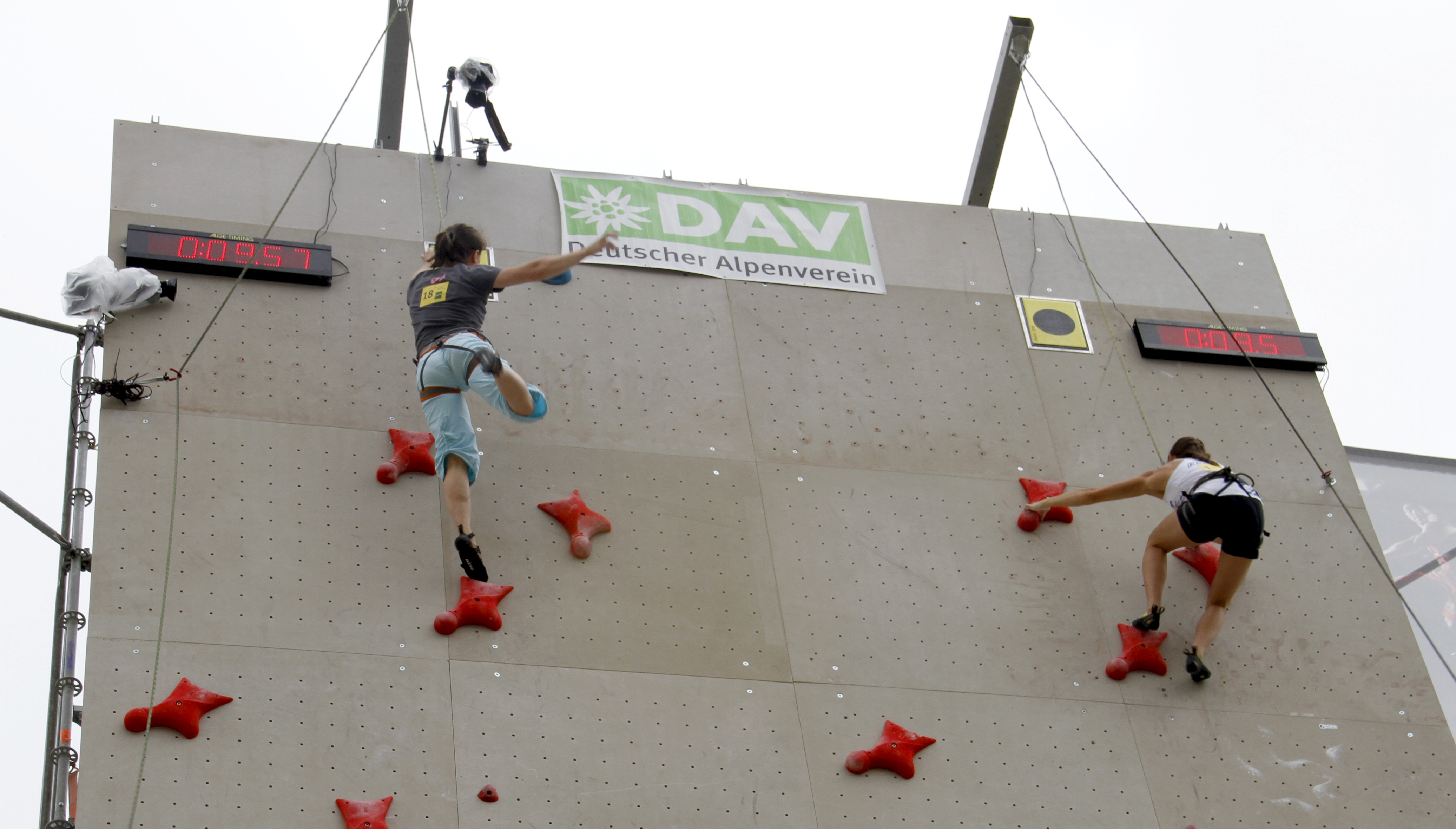
Edyta Ropek w duelu na ścianie z Esther Bruckner podczas Pucharu Świata w 2012.

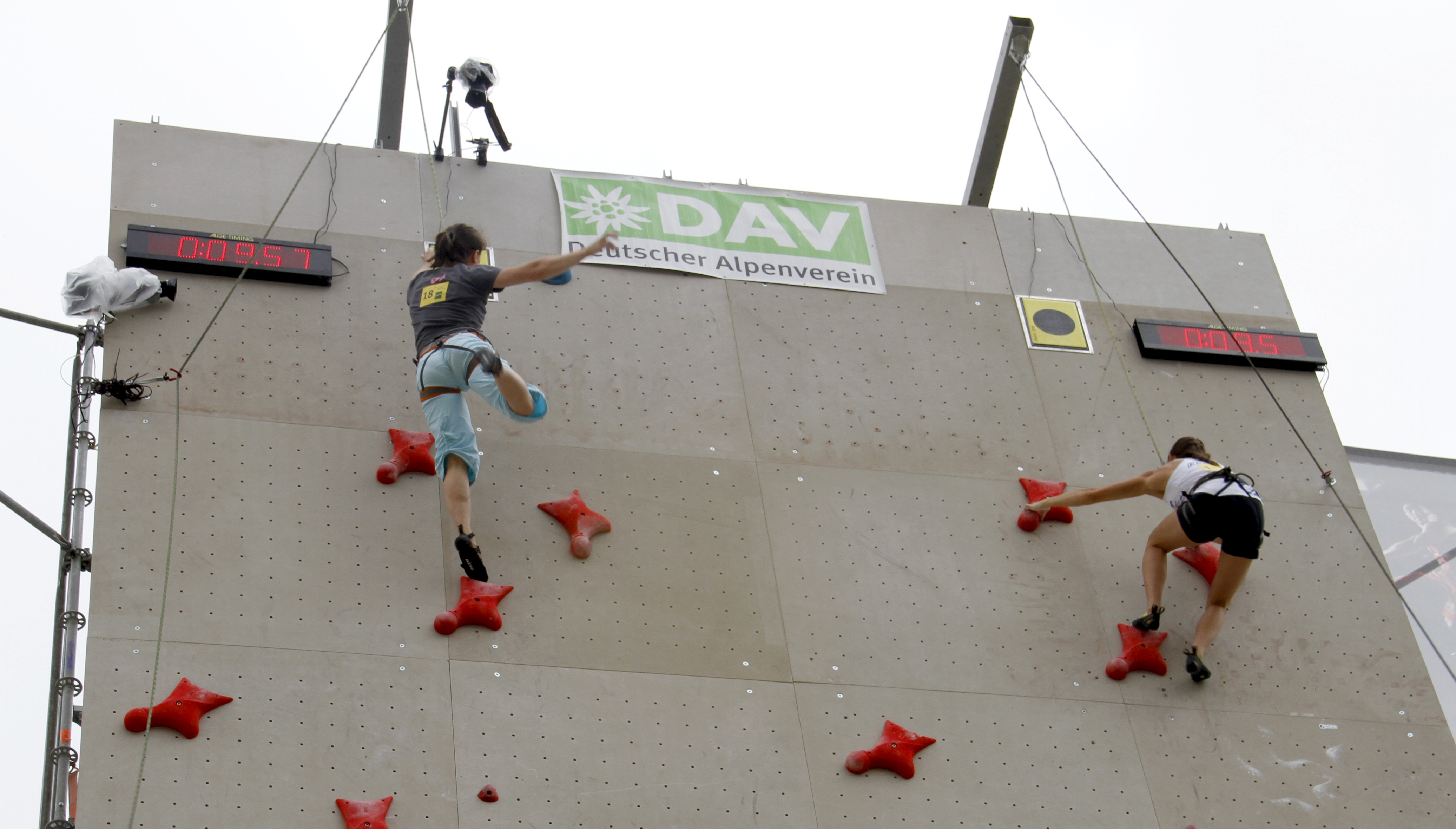
Monachium 2012. Edyta Ropek wygrywa w półfinale z Francuzką Anouck Jaubert.

Edyta Ropek (ur. 18 listopada 1979 w Tarnowie) – polska wspinaczka specjalizująca się we wspinaczce na czas. Trzykrotna zdobywczyni Pucharu Świata, wicemistrzyni świata we wspinaczce na czas z 2007. Dwukrotna Mistrzyni Europy w 2008 i 2010.

## Kariera sportowa
Zaczęła uprawiać wspinaczkę w Tarnovii Tarnów w 1995.
W 2005 na mistrzostwach świata w niemieckim Monachium zdobyła brązowy medal, który na następnych mistrzostwach w 2007 w hiszpańskim Avilés „zamieniła” na medal srebrny. W finale przegrała z Rosjanką Tatjaną Rujgą.
W Paryżu na mistrzostwach Europy w 2008 zdobyła złoty medal we wspinaczce sportowej na czas, który obroniła w 2010 w austriackim Imst.
Wielokrotna uczestniczka, medalistka prestiżowych, elitarnych zawodów wspinaczkowych Rock Master we włoskim Arco, które wygrała w 2009 roku. Uczestniczka World Games w Cali w 2013, zajęła 12. miejsce we wspinaczce na czas.
Wielokrotna mistrzyni Polski we wspinaczce na czas.

## Osiągnięcia

### Najlepsze wyniki
Legenda
B – bouldering, P – prowadzenie, C – na czas, Ł – wspinaczka łączna.
| Data       | Nazwa zawodów           | Miejsce   | Konkurencja | Pozycja |
| ---------- | ----------------------- | --------- | ----------- | ------- |
| 15.10.2010 | Mistrzostwa Europy 2010 | Imst      | C           | 1.      |
| 19.07.2009 | Puchar świata           | Daone     | C           | 1.      |
| 18.10.2008 | Mistrzostwa Europy 2008 | Paryż     | C           | 1.      |
| 27.06.2008 | Puchar świata           | Qinghai   | C           | 5.      |
| 27.04.2008 | Puchar świata           | Trydent   | C           | 2.      |
| 17.09.2007 | Mistrzostwa Świata 2007 | Avilés    | C           | 2.      |
| 21.07.2007 | Puchar świata           | Daone     | C           | 3.      |
| 13.04.2007 | Puchar świata           | Tarnów    | C           | 1.      |
| 29.07.2006 | Puchar świata           | Daone     | C           | 5.      |
| 19.05.2006 | Puchar świata           | Drezno    | C           | 5.      |
| 22.10.2005 | Puchar świata           | Szanghaj  | C           | 3.      |
| 30.07.2005 | Puchar świata           | Daone     | C           | 5.      |
| 01.07.2005 | Mistrzostwa Świata 2005 | Monachium | C           | 3.      |
| 02.10.2004 | Puchar świata           | Szanghaj  | C           | 5.      |
| 21.06.2004 | Mistrzostwa Europy 2004 | Lecco     | C           | 4.      |
| 26.07.2003 | Puchar świata           | Daone     | C           | 4.      |
| 23.06.2003 | Puchar świata           | Lecco     | C           | 5.      |

### Puchar Świata
| Konkurencje  | 2008 | 2009 | 2010 | 2011 |
| wsp. na czas | 1    | 1    | 3    | 1    |

### Mistrzostwa świata
| Konkurencje           | 2001 | 2003 | 2005 | 2007 | 2009 | 2011 | 2012 | 2014 | 2016 |
| Bouldering            | 27   | –    | –    | –    | –    | –    | –    | –    | –    |
| wsp. na czas          | 10   | 7    | 3    | 2    | 15   | 5    | 5    | 4    | 23   |
| wsp. na czas (h=10 m) | –    | –    | –    | –    | 4    | –    | –    | –    | –    |

### Mistrzostwa Europy
| Konkurencje  | 2000 | 2002 | 2004 | 2006 | 2008 | 2010 | 2015 | 2017 |
| Bouldering   | –    | –    | 27   | –    | –    | –    | –    | –    |
| Prowadzenie  | 48   | –    | 41   | –    | –    | –    | –    | –    |
| wsp. na czas | 13   | 9    | 4    | 10   | 1    | 1    | 5    | 7    |

### World Games
| Konkurencje  | 2013 |
| wsp. na czas | 12   |

### Rock Master
| Konkurencje  | 2008 | 2009 | 2010 | 2012 | 2013 | 2014 | 2016 | 2017 |
| wsp. na czas | 8    | 1    | 4    | 12   | 11   | 9    | 14   | 7    |

## Nagrody
W 2008 została laureatem Nagrody Środowisk Wspinaczkowych „Jedynka”, za zdobycie Mistrzostwa Europy i Pucharu Świata we wspinaczce na czas. Uroczyste wręczenie nagrody odbyło się 7 grudnia 2005 r. podczas VI Krakowskiego Festiwalu Górskiego.
Trzykrotnie dostała się do finału nagrody „Jedynka”, w 2007 r. za Srebrny medal mistrzostw świata we wspinaczce na czas w Aviles, w 2009 za Puchar Świata 2009, 1. miejsce w zawodach na czas Arco Rock Master, Kolejny wspaniały sezon królowej speed-climbingu i w 2010 r. za Mistrzostwo Europy we wspinaczce na czas i rekord Europy na dystansie 15 metrów.
14 marca 2012 r. została, obok m.in. Jerzego Dudka i Michała Wieczorka, wyróżniona nagrodą „Solidarni w sporcie”.

## Życie prywatne
Absolwentka III Liceum Ogólnokształcącego w Tarnowie. Z wykształcenia magister ochrony środowiska (Uniwersytet Jagielloński).